# Davide Ballerini
Davide Ballerini (Cantù, 21 settembre 1994) è un ciclista su strada italiano che corre per l'XDS Astana Team. Ha caratteristiche di finisseur ed è professionista dal 2017.
Nel 2019 si è aggiudicato la prova in linea dei Giochi europei a Minsk, mentre nel 2021 ha vinto l'Omloop Het Nieuwsblad e nel 2022 la Coppa Bernocchi.

## Palmarès
- 2011 (Juniores)[2]

Gran Premio Caduti Sandamianesi
- 2012 (Juniores)[3]

Trofeo Città di Somma
Giro del Mendrisiotto
Trofeo Marella Costruzioni Parma - Bracciale del Cronoman (cronometro)
- 2014 (Team Idea, una vittoria)

8ª tappa An Post Rás (Newbridge > Skerries)
- 2015 (Unieuro Wilier, una vittoria)

Coppa San Geo
- 2016 (Hopplà Petroli Firenze, due vittorie)

Firenze-Empoli
Piccolo Giro dell'Emilia
- 2018 (Androni Giocattoli-Sidermec, tre vittorie)

Prologo Sibiu Cycling Tour (Sibiu > Sibiu, cronometro)
Memorial Marco Pantani
Trofeo Matteotti
- 2019 (Astana Pro Team, una vittoria)

Giochi europei, Prova in linea
- 2020 (Deceuninck-Quick Step, una vittoria)

5ª tappa Tour de Pologne (Zakopane > Cracovia)
- 2021 (Deceuninck-Quick Step, tre vittorie)

1ª tappa Tour de la Provence (Aubagne > Six-Fours-les-Plages)
2ª tappa Tour de la Provence (Cassis > Manosque)
Omloop Het Nieuwsblad
- 2022 (Quick-Step Alpha Vinyl Team, due vittorie)

4ª tappa Giro di Vallonia (Durbuy > Couvin)
Coppa Bernocchi

### Altri successi
- 2014 (Team Idea)

Classifica giovani Wyścig Solidarności i Olimpijczyków
- 2017 (Androni-Sidermec-Bottecchia)

Classifica scalatori Tirreno-Adriatico
- 2018 (Androni Giocattoli-Sidermec)

Premio della Combattività Giro d'Italia
Classifica giovani Ciclismo Cup
- 2019 (Astana Pro Team)

Classifica scalatori Tour of California
- 2021 (Deceuninck-Quick Step)

Classifica a punti Tour de la Provence

## Piazzamenti

### Grandi Giri
- Giro d'Italia

2018: 68º
2020: 72º
2022: 99º
2023: non partito (16ª tappa)
2024: 70º
- Tour de France

2021: 108º
2024: 140º
2025: 135º

### Classiche monumento
- Milano-Sanremo

2017: 140º
2019: 19º
2021: 40º
2023: 12º
2025: 55º
- Giro delle Fiandre

2019: ritirato
2021: ritirato
2023: 56º
2025: 10º
- Parigi-Roubaix

2019: 31º
2021: ritirato
2022: 41º
2023: ritirato
2025: ritirato
- Giro di Lombardia

2017: ritirato
2018: ritirato
2019: ritirato

### Competizioni mondiali
- Campionati del mondo su strada

Richmond 2015 - In linea Under-23: 96º
Doha 2016 - In linea Under-23: 100º
Fiandre 2021 - In linea Elite: ritirato
Wollongong 2022 - In linea Elite: 63º
- Campionati del mondo gravel

Veneto 2022 - Elite: 9º

### Competizioni europee
- Campionati europei

Goes 2012 - In linea Junior: 3º
Tartu 2015 - In linea Under-23: ritirato
Herning 2017 - In linea Elite: 88º
Glasgow 2018 - In linea Elite: ritirato
Alkmaar 2019 - In linea Elite: 19º
Plouay 2020 - In linea Elite: 6º
Limburgo 2024 - In linea Elite: 37º
- Giochi europei

Minsk 2019 - In linea: vincitore